# Cesendello

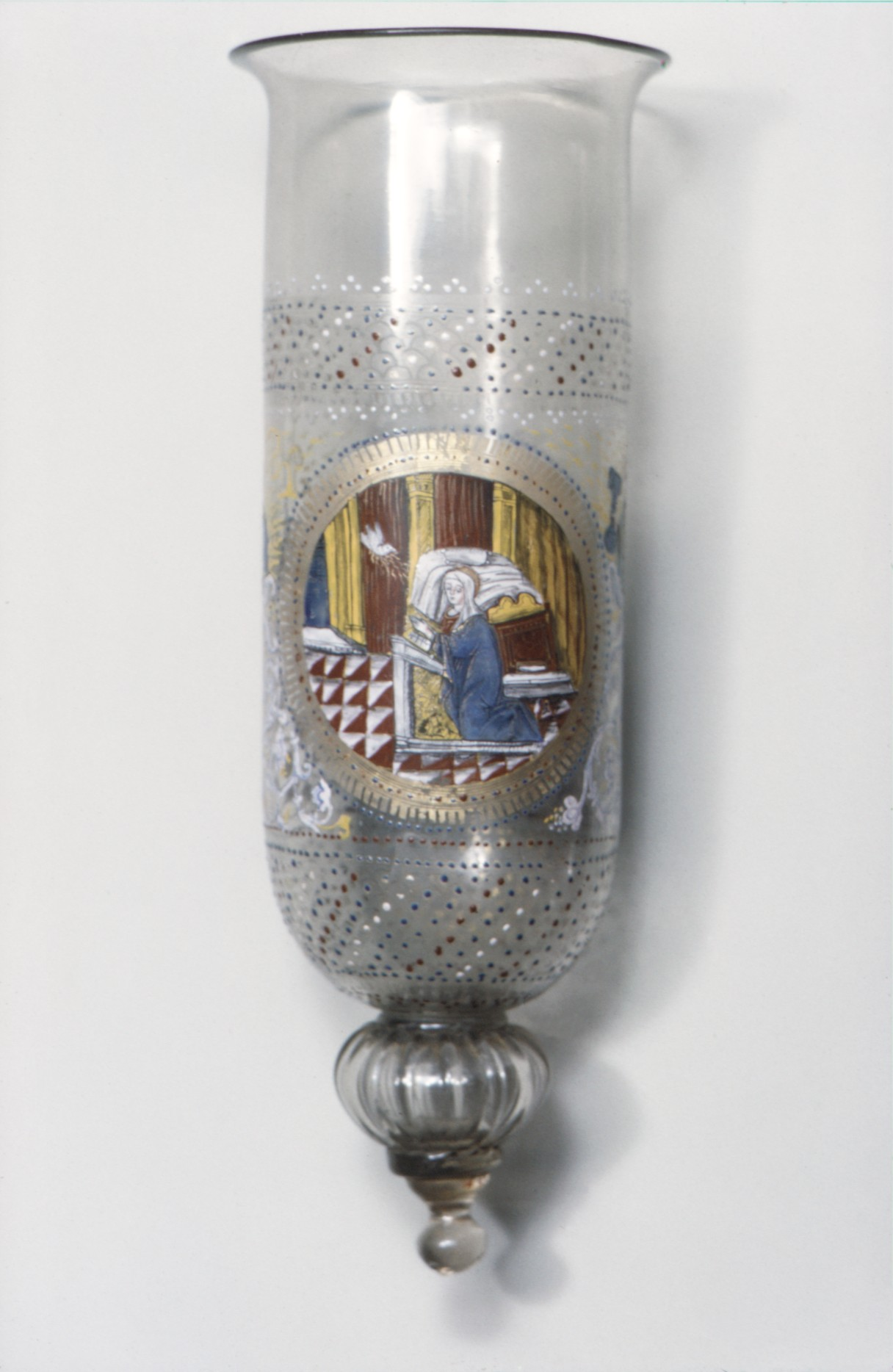
Manifattura muranese, Cesendello, XV o primi anni del XVI secolo, Metropolitan Museum, New York

Il cesendello (o cesendelo, cexendelo, variante veneta dell'altro antico termine regionale cicindello, dal latino medio cicindellus derivato a sua volta dal latino classico cicindela «lucciola») è un tipo di lampada ad olio in vetro di produzione veneziana particolarmente utilizzato durante il rinascimento.

## Descrizione
I cesendelli derivano dalle lampade ad olio utilizzate dai bizantini, ma forse anche più antiche, pendenti dai più o meno grandi polycandela.
Nel caso veneziano il lume veniva utilizzato come elemento isolato, i vetrai veneziani erano però particolarmente considerati in questo campo tanto che nel 1569 il gran visir Sokollu Mehmed Pasha chiese al bailo veneziano Marcantonio Barbaro che facesse inviare a Istanbul 900 lampade di vari formati per una nuova moschea che stava costruendo.

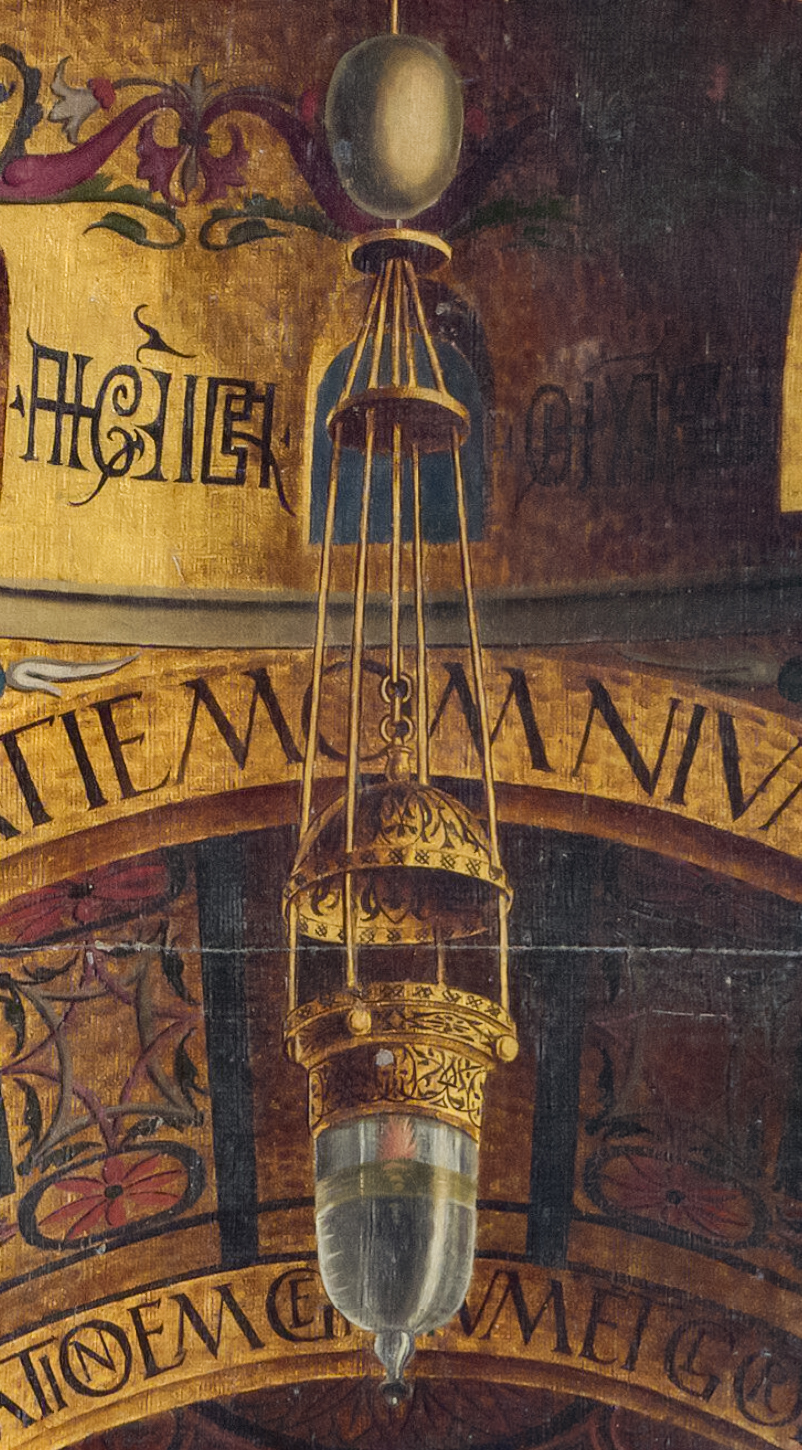
Marco Marziale, Circoncisione di Gesù, particolare.

Il cesendello veneziano veniva appeso al soffitto o a una staffa con l'ausilio di un anello metallico fermato dalla strombatura della bocca. Veniva riempito di olio con uno stoppino galleggiante sopra una riserva d'acqua che impediva che il vetro venisse rovinato a contatto con la fiamma una volta finito il fluido combustibile. Utilizzo ben illustrato nel dipinto della Circoncisione di Gesù di Marco Marziale alla National Gallery di Londra, unico dipinto che lo presenti acceso.
Alcuni altri dipinti ci confermano ulteriori informazioni alcune pratiche, come la cupoletta che sospesa alla stessa struttura impediva che i fumi raggiungessero il soffitto, altre rituali, come l'uovo di struzzo – in ambito cristiano simbolo della Resurrezione – infilato nella catenella sopra la cupola. A questo si aggiungono anche delle informazioni sull'evoluzione dell'oggetto: nella Pala di San Zeno dei Mantegna (1456-1459 circa) presenta un fondo piatto, nella perduta pala di Santa Caterina del Bellini è presentato con la cupoletta protettiva e così nella pala Squarzi del Montagna (1499) a Brera. È invece Marziale che probabilmente per la prima volta presenta il corpo cilindrico del vetro riequilibrato da un terminale a goccia. Questa forma viene successivamente ripresa nella pala di San Pietro Martire del Cima (1505/1506) a Brera e integrata con una ricca doratura del fondo, anche nella Presentazione (1510, Gallerie dell'Accademia) e nella Madonna col Bambino e santi (1516, Museo Antoniano di Padova) del Carpaccio.

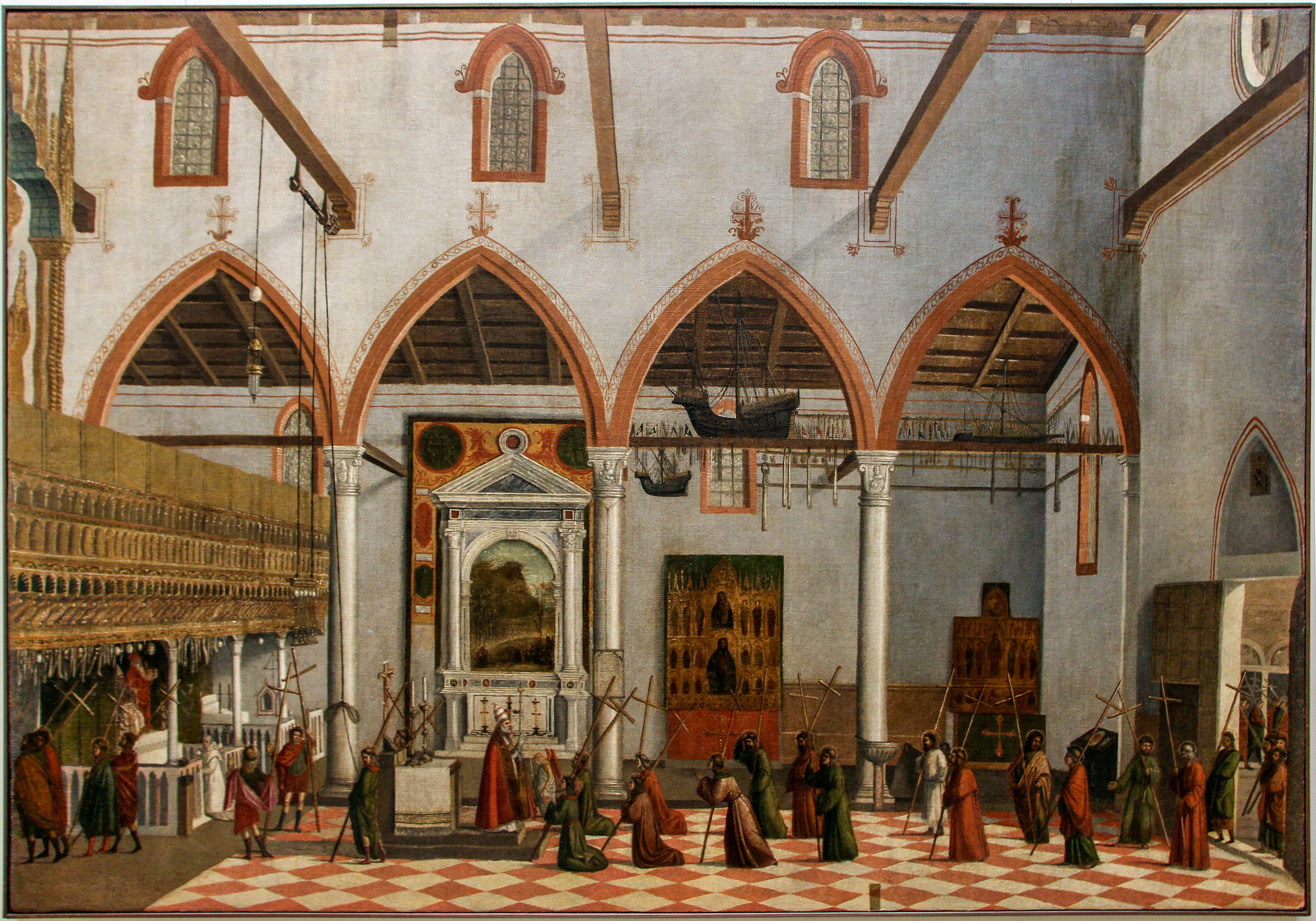
Carpaccio, Apparizione dei diecimila martiri del monte Ararat, 1505, Gallerie dell'Accademia, Venezia

Questo tipo di lampada era posta ad ardere perennemente nelle chiese davanti all'altare del Santissimo Sacramento, ed era appunto compito delle confraternite del Santissimo preoccuparsi che fossero sempre ricaricate di olio. Naturalmente anche altri altari o le edicole con icone erano così illuminate. Un caso particolare era l'immagine della Madonna Nikopeia di San Marco la cui cappella era un tempo aperta solo al sabato per la messa in suo onore, poi veniva richiusa per il resto della settimana da un fante della Procuratoria, tuttavia si provvedeva a lasciare fuori delle sue porte un cesendello sempre acceso per significare la continua presenza della protettrice dello stato veneziano.
Il dipinto della Visione dei diecimila martiri del monte Ararat di Carpaccio (1512-1513) ci informa come la disposizione della lampada potesse essere anche differente: rappresenta infatti un grande cesendello appeso al centro della navata davanti al coro a pontile dei monaci.
È indubbio che dato lo scarso potere illuminante queste lampade avessero una funzione esclusivamente rituale ma numerosi inventari le nominano saltuariamente anche tra le proprietà di privati cittadini dove, oltre agli accertati scopi devozionali, dalla seconda metà del Cinquecento erano utilizzati anche come fonte di luce per ambienti domestici. Resta comunque memoria che cesendeli impizadi (cesendelli accesi) fossero anche utilizzati per fornire una modesta illuminazione stradale, concepita per motivi di sicurezza, già nel 1128 e ancora nel 1453 venne disposto che i Proveditori al Sal pagassero l'olio per quelli posti sotto i portici di Rialto.

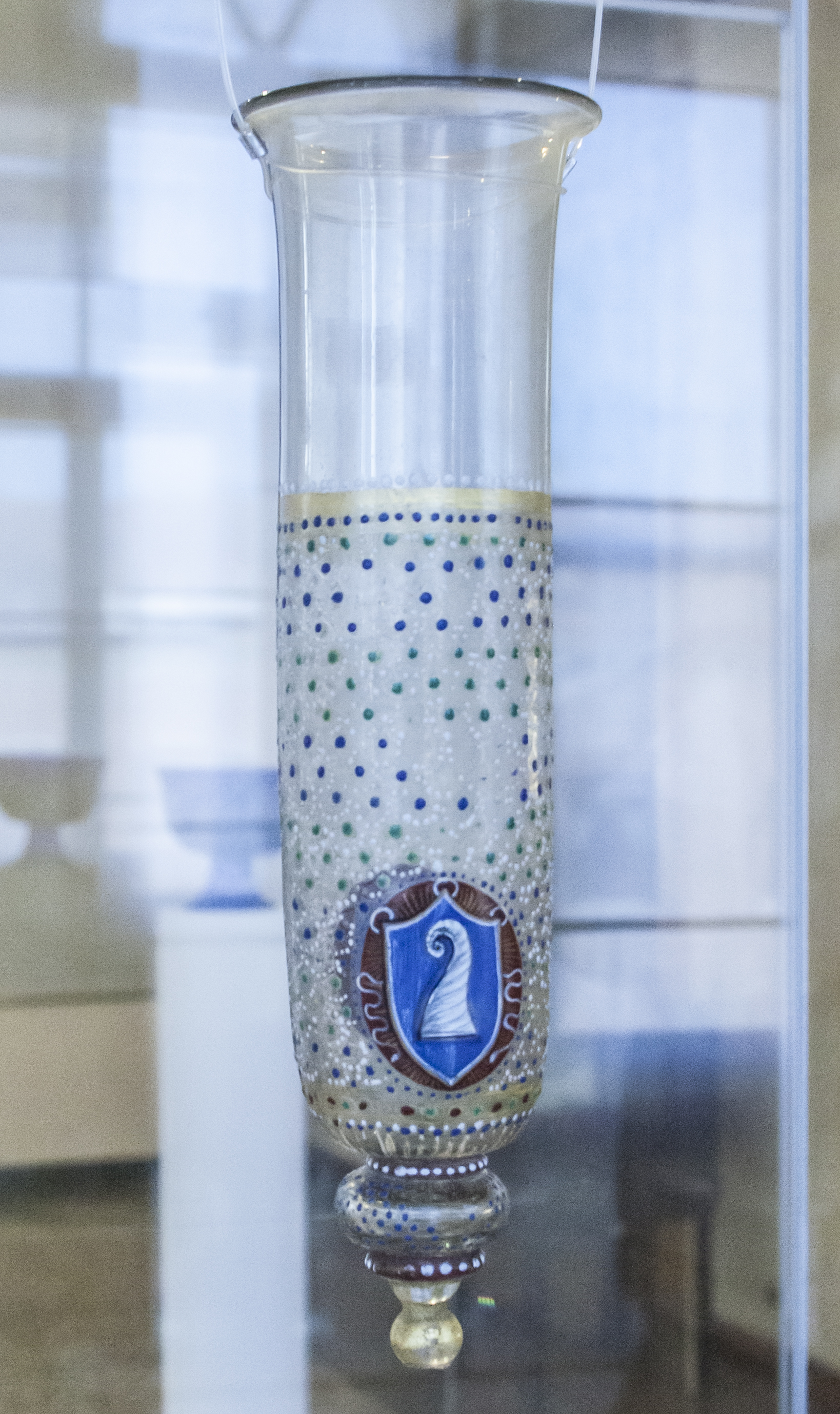
Cesendello con il blasone dell famiglia Tiepolo, 15900-1515, Museo del Vetro, Murano

Mentre i dipinti ci illustrano grandi cesendelli in puro cristallo, un prodotto vanto dell'industria veneziana, i pochissimi esemplari sopravvissuti, tutti di piccole dimensioni, ci tramandando come potevano essere lavorati e decorati quelli destinati alla devozione privata o a illuminare piccole immagini. L'esemplare del Metropolitan (1500-1515 circa 36,2x12,5 cm) ci presenta un'Annunciazione dipinta a smalto e suddivisa in due campi circolari incorniciata in oro, il resto del corpo e ornato da motivi vegetali e puntinature, tranne la parte sotto la strombatura destinata ad essere coperta dall'anello di sostegno. Altri due esemplari, quello del Museo vetrario di Murano e quello in una collezione privata di Londra, presentano degli stemmi gentilizi, cosa non infrequente i suppellettili sacre, e d'altra parte le piccole dimensioni non inducono a pensare che potessero essere utilizzati come fonti illuminanti. Quello muranese (1500-1515 circa, 28,5x7 cm) presenta l'arma dei Tiepolo, ripetuta due volte e circondata da un motivo a squame definite da puntini di smalto bianco e blu. Quello londinese (1500-1515 circa, 34,5x12,6 cm) ripete tre volte un blasone non identificabile, in modo da rimanere visibile da qualsiasi punto vista, accompagnato da nastri intrecciati e svolazzanti. In questo ultimo caso l'oggetto è stato ripristinato all'ipotetica forma originale inserendo sul fondo il pendente con nodo e goccia in quanto, secondo i gusti dei collezionisti del XVIII o XIX secolo, vi era stato adattato un piede da calice. Medesimo adattamento è ancora riscontrabile nel cesendello del Musée de la Renaissance di Écouen (1500-1515 circa, 34,5x11,6 cm) che presenta la sola decorazione dei puntini di smalto. Un ultimo esemplare (1550–1600, 26,5x12) al Victoria and Albert Museum presenta ulteriori variazioni sia nella lavorazione a filigrana, con alcuni fili elaborati a retortoli, sia nella forma conica.

Oggi, sebbene il disegno originale sia ben ricordato dalle lampade ottocentesche all'interno dei portici di piazza San Marco, col termine cesendello si identificano una varietà di lampade di produzione muranese affatto diverse.